# Golden (Colorado)
Golden é uma cidade localizada no estado americano do Colorado, no Condado de Jefferson.

## Demografia
Segundo o censo americano de 2000, a sua população era de 17.159 habitantes.
Em 2006, foi estimada uma população de 17.239, um aumento de 80 (0.5%).

## Geografia
De acordo com o United States Census Bureau tem uma área de
23,3 km², dos quais 23,3 km² cobertos por terra e 0,0 km² cobertos por água. Golden localiza-se a aproximadamente 1881 m acima do nível do mar.

## Localidades na vizinhança
O diagrama seguinte representa as localidades num raio de 16 km ao redor de Golden.